# コンドロミセス属
コンドロマイセス属はグラム陰性の非芽胞形成好気性桿菌。滑走による運動を行う。ポリアンギウム科に属し、基準種はコンドロマイセス・クロカツスである。名称は軟骨様のきのこを意味する。GC比は69から70。
土壌に存在して粘液を出しながら運動する粘液細菌の一つ。集団で行動し、後続の菌は先行する菌の出した粘液を追跡する。腐った植物などを溶かして栄養を得るが、栄養状態が悪くなると集合して粘菌胞子を多く含む小胞子嚢の複数入った橙色の分岐と柄のある子実体を形成する。粘菌胞子は桿状で栄養状態が良いと発芽して栄養細胞となる。